# 朝比奈弥太郎
朝比奈 弥太郎（あさひな やたろう）は、戦国時代の武将。実名は不明。西讃守護代・香川氏の家臣。讃岐国甲山城主。

## 略歴
朝比奈義秀の後裔とも土佐国の出身ともいわれる。
家中きっての勇士であり、永禄元年（1558年）、三好実休が香川氏を攻めた際、甲山南麓において寄せ手の軍勢およそ190人を討ち取った後に戦死した。